# سرخرگ کبدی مشترک
سرخرگ کبدی مشترک (انگلیسی: Common hepatic artery)
سرخرگ کبدی مشترک، شاخه متوسط تنه حفره شکم (سلیاک) است که به سمت راست رفته و به دو شاخه انتهایی خود یعنی سرخرگ اصلی کبد و سرخرگ گاسترو دئودنال تقسیم می‌شود. 
سرخرگ اصلی کبد در لبه آزاد چادرینه کوچک به سمت کبد صعود می‌کند. این سرخرگ از سمت چپ مجرای صفراوی و جلوی سیاهرگ دروازه‌ای گذشته و نزدیک ناف کبد به دو شاخه، سرخرگ‌های کبدی راست و چپ تقسیم می‌گردد. سرخرگ کبدی راست با نزدیک شدن به کبد، سرخرگ کیسه‌ای را به کیسه صفرا می‌فرستد. ممکن است سرخرگ بالادوازدهه‌ای (سوپرادئودنال) پیش از نزول سرخرگ معدی‌دوازدهه‌ای (گاسترودئودنال) از خلف بخش فوقانی دوازدهه از آن جدا شود. 
سرخرگ معدی‌دوازدهه‌ای با رسیدن به لبه تحتانی بخش فوقانی دوازدهه، به شاخه‌های انتهایی خود یعنی سرخرگ معدی‌چادرینه‌ای (گاسترواومنتال) راست و سرخرگ لوزالمعدی‌دوازدهه‌ای (پانکراتیکودئودنال) فوقانی تقسیم می‌شود. سرخرگ معدی‌چادرینه‌ای راست در طول خم بزرگ معده به سمت چپ رفته و در نهایت با سرخرگ معدی‌چادرینه‌ای چپ که شاخه‌ای از سرخرگ طحالی است، بازپیوسته (آناستوموز) می‌شود. سرخرگ معدی‌چادرینه‌ای راست شاخه‌هایی را به هر دو سطح معده فرستاده و شاخه‌های دیگری از آن به درون چادرینه بزرگ نزول می‌کنند. سرخرگ لوزالمعدی‌دوازدهه‌ای فوقانی با نزول خود و خونرسانی به سر لوزالمعده و دوازدهه به دو شاخهٔ خلفی و قدامی تقسیم می‌شود. این عروق در نهایت به شاخه‌های خلفی و قدامی سرخرگ لوزالمعدی‌دوازدهه‌ای تحتانی بازپیوسته می‌شوند.